# Дом культуры ВДНХ
Дом культуры — 84-й павильон ВДНХ. Построен в 1953 году. Изначально носил название «Колхозный дом культуры».

## История
Дом культуры ВДНХ был построен в 1953 году по проекту архитекторов Л. Н. Авдотьина, Ю. П. Корнеева и В. И. Копырина. Здание решено в стиле сталинского ампира. На главном фасаде расположен восьмиколонный портик, фронтон которого украшен полуциркульной аркой и барельефами с советской символикой — звёздами и серпами и молотами. Дом культуры образует ансамбль с двумя симметричными боковыми зданиями: строение № 313 «Сельский совет» и строение № 84 (общий номер с домом культуры) «Правление колхоза». Центральное место в доме культуры занимает зрительный зал на 300 мест, в котором проводились лекции, показы научно-популярных фильмов, творческие вечера, концерты, спектакли и праздничные мероприятия. Также в доме культуры действовала библиотека, включавшая в себя более 3 тысяч изданий, животноводческая и растениеводческая лаборатории.
Предназначение павильона сохранилось до настоящего времени. В 2010-е годы дом культуры ВДНХ был отреставрирован, и в декабре 2017 года при участии мэра Москвы Сергея Собянина состоялось его открытие. Обновлённый дом культуры остаётся главным досуговым центром ВДНХ. Здесь также решено открыть образовательный научно-культурный центр для школьников и проводить занятия творческих кружков.
В 2022 году получил статус объекта культурного наследия регионального значения.